# Nolan Ferro
Pour les articles homonymes, voir Ferro.
Nolan Ferro, né le 18 janvier 2006 à Saint-Claude (France), est un footballeur français évoluant au poste de milieu axial dans les équipes jeunes du RC Strasbourg.

## Palmarès
Avec l'équipe de France des moins de 17 ans, il est finaliste de l'Euro 2023 et de la Coupe du monde 2023.